# Summer Rayne Oakes

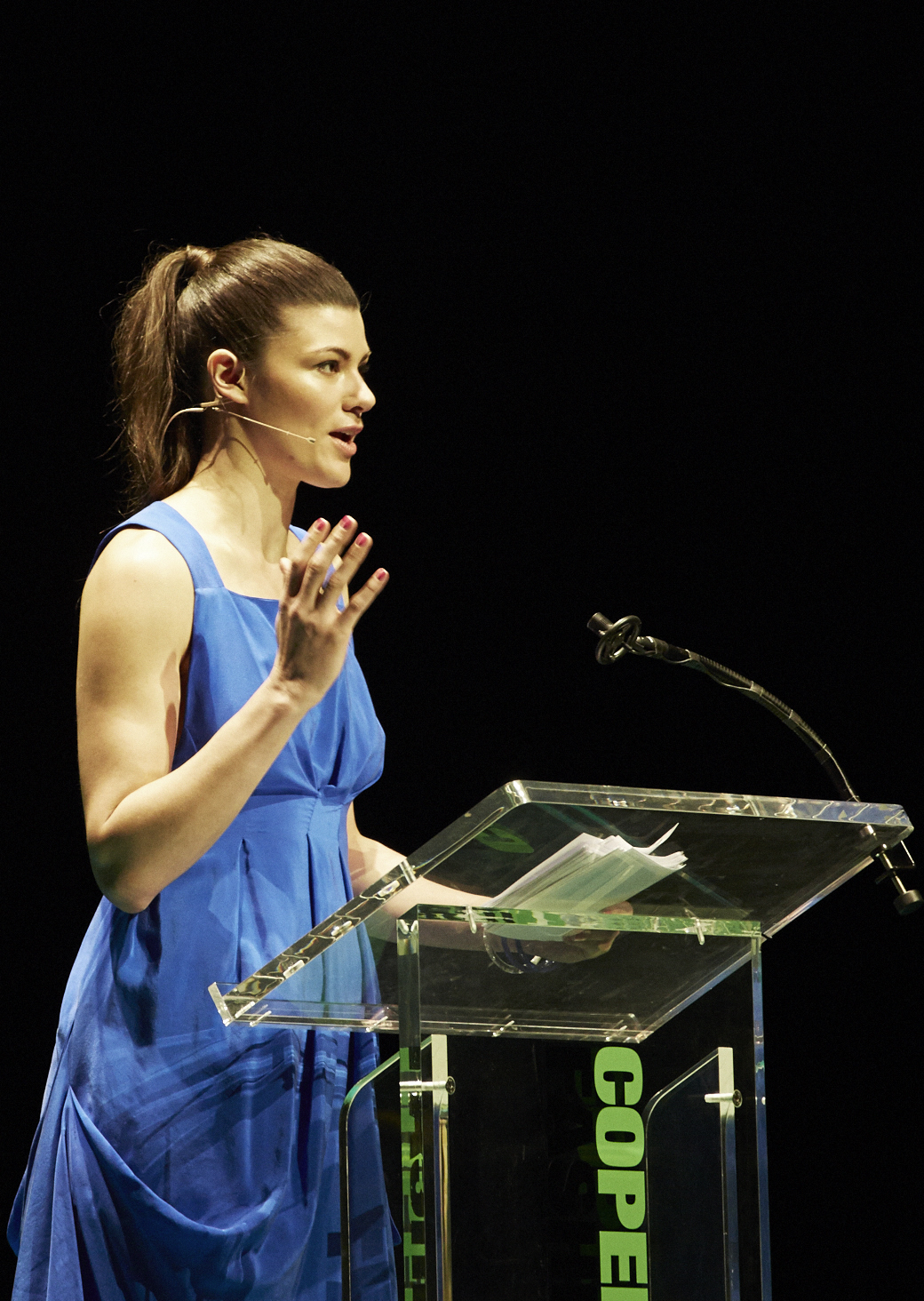
Summer Rayne Oakes (2014)

Summer Rayne Oakes (* 1986, Pennsylvania, USA) ist ein US-amerikanisches Model. Sie wird als das erste weltweit erfolgreiche Öko-Top-Model bezeichnet.
Während ihres Studiums der  Umweltwissenschaften (Natural Resources und Entomologie) an der Cornell University, das sie als Jahrgangsbeste abschloss, begann sie zu modeln in der Absicht, ein größeres Publikum für ihr Engagement in Umweltschutz und Nachhaltigkeit erreichen zu können. Daneben hält sie nach wie vor Fachvorträge und Vorlesungen; mit der Consulting-Agentur SRO berät sie junge Eco Fashion-Labels. Daneben koproduziert und moderiert sie eine amerikanische Fernsehserie (Style Trek), die im Rahmen einer Show versucht, ökologisches Bewusstsein zu vermitteln.
Einen größeren Auftritt in Deutschland hatte sie im Januar 2011 auf der Fashion-Week Berlin in der Fachmesse THEKEY.TO für nachhaltige Mode und Lebensstil.